# Рафал Бжозовський
Рафал Бжозовський (пол. Rafał Brzozowski; нар. 8 червня 1981 р.) — польський співак і телеведучий. Його кар'єра розпочалася завдяки участі в першому сезоні «Голосу Польщі» (The Voice of Poland) в 2011 році. Ведучий дитячого Євробачення 2020 року. Представник Польщі на Євробаченні 2021 року в Роттердамі з піснею «The Ride». Виступав у другому півфіналі, але не зміг потрапити до фіналу.

## Дискографія

### Студійні альбоми
| Назва                                             | Деталі |
| ------------------------------------------------- | --- |
| Tak blisko                                        | - Випущено: 7 серпня 2012 року - Формат: цифрове завантаження, компакт-диск - Лейбл: Universal Music Polska     |
| Mój czas                                          | - Випущено: 30 вересня 2014 року - Формат: цифрове завантаження, компакт-диск - Лейбл: Universal Music Polska   |
| Na święta                                         | - Випущено: 25 листопада 2014 року - Формат: цифрове завантаження, компакт-диск - Лейбл: Universal Music Polska |
| Borysewicz & Brzozowski (з Яном Борисевичем)      | - Випущено: 27 листопада 2015 року - Формат: цифрове завантаження, компакт-диск - Лейбл: Universal Music Polska |
| Moje serce to jest muzyk, czyli polskie standardy | - Випущено: 25 листопада 2016 р - Формат: цифрове завантаження, компакт-диск - Лейбл: Universal Music Polska    |

### Мініальбом
| Назва                       | Деталі |
| --------------------------- | --- |
| Tak blisko Remixed          | - Випущено: 11 вересня 2012 р - Формат: цифрове завантаження, компакт-диск - Лейбл: Universal Music Polska   |
| Katrina Remixes feat. Лібер | - Випущено: 29 листопада 2012 р - Формат: цифрове завантаження, компакт-диск - Лейбл: Universal Music Polska |

### Сингли
| Назва                                     | Рік  | Альбом                  |
| ----------------------------------------- | ---- | ----------------------- |
| Tak blisko                                | 2012 | Tak blisko              |
| Katrina (за участю Лібера)                | 2012 | Tak blisko              |
| Gdy śliczna Panna                         | 2012 | Na święta               |
| Za mały świat                             | 2013 | Tak blisko              |
| Nie mam nic                               | 2013 | Tak blisko              |
| Za chwilę przyjdą święta                  | 2013 | Na święta               |
| Magiczne słowa                            | 2014 | Mój czas                |
| Świat jest nasz                           | 2014 | Mój czas                |
| Linia czasu                               | 2014 | Mój czas                |
| Kto                                       | 2015 | Mój czas                |
| Jeden tydzień                             | 2015 | Mój czas                |
| Słowa na otarcie łez (з Яном Борисевичем) | 2015 | Borysewicz & Brzozowski |
| Zaczekaj — tyle kłamstw co prawd          | 2016 | Non-album singles       |
| Sky Over Europe                           | 2017 | Non-album singles       |
| Już wiem                                  | 2017 | Non-album singles       |
| Gentleman                                 | 2020 | Non-album singles       |
| The Ride                                  | 2021 | Non-album singles       |